# Alain Vogin
Pour les articles homonymes, voir Vogin.
Alain Vogin (né le 15 novembre 1970 à Montréal dans la province de Québec au Canada - mort le 14 août 2010 à Angers) est un joueur professionnel de hockey sur glace devenu entraîneur. Il possède la double nationalité franco-canadienne.

## Carrière en club
Il commence sa carrière de joueur dans la Ligue de hockey junior majeur du Québec en 1989 avec le Laser de Saint-Hyacinthe puis l'équipe du Collège français de Longueuil, avant de rejoindre le championnat universitaire canadien avec l'équipe de l'Université du Québec à Trois-Rivières.
Il rejoint le championnat de France en 1996 et défend les couleurs de l'équipe des Ducs d'Angers entre 1996 et 2001 - avec une escapade en série A italienne pour la fin de la saison 1996-1997, avec l'équipe de l'AS Mastini Varese Hockey.
En 2001, il rejoint les Dragons de Rouen de la Ligue Élite. Il remporte la coupe de France en disposant des Séquanes de Besançon. La finale, jouée le 19 février 2002 à Besançon, se termine sur une victoire nette de Rouen : 8 buts à 1. Cette victoire sauve une saison où Rouen termine deuxième.
Il gagne avec eux la Coupe Magnus en 2003 puis met fin à sa carrière de joueur la saison suivante afin de se consacrer pleinement au développement des jeunes du Club de Hockey Amateur de Rouen ou CHAR, qui est le club de hockey mineur dépendant du RHE .
Son maillot, floqué du numéro 21, est retiré de l'équipe des Ducs d'Angers.

## Carrière internationale
Il représente la France lors du championnat du monde 2001 ainsi que lors des qualifications pour les jeux olympiques d'hiver 2002. Il ne fera pas pour autant partie de l'équipe qui représentera la France à Salt Lake City aux États-Unis.

## Carrière d'entraîneur
En 2006, il prend la suite de Franck Pajonkowski et Guy Fournier en tant qu'entraîneur des Dragons. L'équipe finit à la quatrième place de la saison régulière mais perd en demi-finale des séries éliminatoires contre les Pingouins de Morzine.
Il est assisté d'Arnaud Briand pour la saison 2007-2008, au cours de laquelle il mène son équipe au titre et à la Coupe Magnus. Il réalise ainsi un doublé après avoir remporté la coupe de la Coupe de la Ligue. Rouen passe très près d'un triplé en étant finaliste de la Coupe de France, jouée au Palais omnisports de Paris-Bercy devant près de 13 000 spectateurs, mais les dragons s'inclinent face à Grenoble aux tirs au but.
Les dragons ne remportent aucun titre à l'échelon national lors de la saison suivante mais Alain Vogin mène ses hommes à une belle performance lors de la finale de Coupe Continentale, le Club normand termine ainsi deuxième de la compétition.
En 2009, il est remplacé par Christian Pouget et prend la direction de l'équipe du HC Valpellice en Serie A Italienne pour une saison. À l'intersaison, il revient en France et rejoint son ancienne équipe des Ducs d'Angers.
Le 14 août 2010, il met fin à ses jours la veille de la reprise de l'entraînement avec les Ducs d'Angers pour la nouvelle saison.

## Palmarès

### Joueur
- Champion de France en 2003 avec Rouen
- Vainqueur de la Coupe de France en 2002 avec Rouen
- Vainqueur de la Coupe de France en 2004 avec Rouen

### Entraîneur
- Champion de France en 2008 avec Rouen

## Statistiques
| Saison    | Équipe                    | Ligue        |    | Saison régulière | Saison régulière | Saison régulière | Saison régulière | Saison régulière |   | Séries éliminatoires | Séries éliminatoires | Séries éliminatoires | Séries éliminatoires | Séries éliminatoires |
| Saison    | Équipe                    | Ligue        | PJ | B                | A                | Pts              | Pun              | PJ               | B | A                    | Pts                  | Pun                  |                      |                      |
| 1989-1990 | Lasers de Saint-Hyacinthe | LHJMQ        | 45 | 8                | 15               | 23               | 38               | 11               | 4 | 7                    | 11                   | 4                    |                      |                      |
| 1996-1997 | Angers                    | Nationale 1A | 32 | 12               | 28               | 40               | 74               | 9                | 4 | 4                    | 8                    | 30                   |                      |                      |
| 1997-1998 | AS Varese                 | Serie A      | 8  | 3                | 1                | 4                | 33               |                  |   |                      |                      |                      |                      |                      |
| 1997-1998 | Angers                    | Élite        | 41 | 17               | 25               | 42               | 52               |                  |   |                      |                      |                      |                      |                      |
| 1998-9199 | Angers                    | Élite        | 36 | 10               | 32               | 42               | 75               |                  |   |                      |                      |                      |                      |                      |
| 1999-2000 | Angers                    | Élite        | 36 | 12               | 19               | 31               | 19               |                  |   |                      |                      |                      |                      |                      |
| 2000-2001 | Angers                    | Élite        |    | 6                | 23               | 29               |                  |                  |   |                      |                      |                      |                      |                      |
| 2001-2002 | Rouen                     | Élite        | 24 | 8                | 10               | 18               | 53               | 3                | 1 | 0                    | 1                    | 0                    |                      |                      |
| 2002-2003 | Rouen                     | Super 16     | 33 | 6                | 20               | 26               | 34               |                  |   |                      |                      |                      |                      |                      |
| 2003-2004 | Rouen                     | Super 16     | 24 | 8                | 10               | 18               | 53               | 3                | 1 | 0                    | 1                    | 0                    |                      |                      |